# 劉飛騰
劉飛騰（1999年6月10日—），英格蘭女子羽毛球運動員。

## 簡歷
2017年1月，劉飛騰出戰冰島羽毛球國際賽，與卡勒姆·亨明合作在混合雙打項目決賽中以2比1（19-21、21-16、21-11）擊敗隊友史蒂文·斯托伍德/霍普·華納組合，奪得羽毛球生涯中首個國際賽冠軍。

## 主要比賽成績
只列出曾進入準決賽的國際賽事成績：
| 年份   | 賽事                 | 公開賽級別 | 項目     | 拍檔            | 成績   |
| ------ | -------------------- | ---------- | -------- | --------------- | ------ |
| 2017年 | 冰島羽毛球國際賽     | 國際系列賽 | 女子雙打 | 丽兹·托尔曼     | 準決賽 |
| 2017年 | 冰島羽毛球國際賽     | 國際系列賽 | 混合雙打 | 卡勒姆·亨明     | 冠軍   |
| 2017年 | 歐洲青年羽毛球錦標賽 | 其他       | 混合團體 | －              | 季軍   |
| 2018年 | 希臘羽毛球國際賽     | 未來系列賽 | 女子雙打 | 阿比盖尔·霍尔登 | 亞軍   |
| 2018年 | 希臘羽毛球國際賽     | 未來系列賽 | 混合雙打 | 卡勒姆·亨明     | 準決賽 |
| 2018年 | 立陶宛羽毛球國際賽   | 未來系列賽 | 混合雙打 | 卡勒姆·亨明     | 冠軍   |
| 2019年 | 老撾羽毛球國際系列賽 | 國際系列賽 | 女子雙打 | 玛西塔·穆罕默丁 | 準決賽 |

| 2007-2017年 | 首要超級賽 | 超級賽 | 黃金大獎賽 | 大獎賽 | 國際挑戰賽 | 國際系列賽 | 未來系列賽 | 其他 |

| 2018-2026年 | 總決賽 | 超級1000賽 | 超級750賽 | 超級500賽 | 超級300賽 | 超級100賽 | 國際挑戰賽 | 國際系列賽 | 未來系列賽 | 其他 |